# Renate Treutel
Renate Treutel (* 21. August 1962 in Leverkusen) ist eine deutsche Kommunalpolitikerin (Bündnis 90/Die Grünen). Die Sozialpädagogin ist seit Mai 2014 Stadträtin und seit November 2018 Bürgermeisterin der schleswig-holsteinischen Landeshauptstadt Kiel.

## Leben
Aufgewachsen in Nordenham studierte Treutel von 1982 an nach einer Ausbildung zur Erzieherin Sozialpädagogik an der Fachhochschule Kiel. Anschließend arbeitete sie ab 1986 in verschiedenen Positionen der Sozialverwaltung der Stadt Kiel. Weil sie dabei oft in Kontakt mit türkischen Familien geriet, lernte sie Türkisch und reiste in die Türkei, um ihre Sprachkenntnisse zu verbessern. Anders als zunächst geplant blieb sie dort für vier Jahre, in denen sie sich als Nachhilfe- und Deutschlehrerin betätigte. Nach ihrer Rückkehr war sie weiter für die Stadt tätig, zunächst als Leiterin des Sozialzentrums Elmschenhagen, später als Leiterin der Kinder- und Jugendhilfedienste sowie als stellvertretende Leiterin des Amtes für Familie und Soziales und schließlich als Leiterin des Amtes für Schule, Kinder- und Jugendeinrichtungen.
Im April 2014 wurde Treutel als Parteilose auf Vorschlag des damaligen Bündnisses aus SPD, Grünen und SSW von der Ratsversammlung zur Stadträtin für Bildung, Jugend und Kreative Stadt der Stadt Kiel gewählt. Im Mai trat sie das Amt an. Seit September 2018 fällt auch Kultur in den Aufgabenbereich des von ihr geleiteten Dezernats, das dadurch mit etwa 2000 Mitarbeitern das größte der Stadt ist. Nachdem sie mittlerweile in die Partei Bündnis 90/Die Grünen eingetreten war, wurde Treutel im November 2018 mit der Unterstützung der Kooperation aus SPD, Grünen und FDP für ihre laufende Amtszeit als Stadträtin zur Bürgermeisterin und damit zur ersten Stellvertreterin des Oberbürgermeisters Ulf Kämpfer gewählt. Sie folgt dabei auf den im Mai 2017 ausgeschiedenen Peter Todeskino, der ebenfalls den Grünen angehört. Im Januar 2020 wurde sie mit rot-grün-gelber Mehrheit für eine zweite, im Mai des Jahres beginnende sechsjährige Amtszeit als Stadträtin wiedergewählt, für die sie im März auch als Bürgermeisterin bestätigt wurde.
Treutel lebt mit ihrem Mann in Preetz.